# Tōshi kaden
Pour les articles homonymes, voir kaden (homonymie).
Le Tōshi kaden (藤氏家伝), habituellement abrégé en Kaden, est la relation biographique du clan Fujiwara. Compilé par Fujiwara no Nakamaro et le prêtre Enkei, l'ouvrage en deux volumes est achevé entre 760 et 766.

## Contenu
Le premier volume, intitulé Taishoku kanden (大織冠伝), compilé par Fujiwara no Nakamaro, est une biographie de Fujiwara no Kamatari, l'ancêtre du clan Fujiwara. Il est suivi d'informations sur ses enfants, Jōe le prêtre et Fuhito. Seul subsiste le passage consacré à Jōe.
Le second volume, intitulé Muchimaro-den (武智麻呂伝), compilé par Enkei, est une biographie de Fujiwara no Muchimaro.
Le texte est considéré comme une précieuse source historique supplémentaire, car il contient un certain nombre d'incidents anecdotiques qui ne se trouvent dans aucun autre document historique.